# 衢州专区
衢州专区，中华人民共和国浙江省已撤销的专区，在今浙江省西南部。1949年设置，专员公署驻衢州市。辖衢州市及衢县、常山、龙游、开化、江山、遂昌6县。
1950年，撤销衢州市，并入衢县。1952年，原丽水专区所属宣平、松阳2县划入衢州专区。辖8县。
1954年，撤销衢州专区，将衢县、江山、龙游、宣平、松阳、常山、遂昌7县划归金华专区；开化县划归建德专区。